# Vlag van Calvados

Vlag van Calvados

De vlag van Calvados is de niet-officiële vlag van het Franse departement Calvados. Net als de meeste andere departementen van Frankrijk heeft Calvados geen officiële vlag, maar wordt de hier rechts afgebeelde vlag op niet-officiële wijze gebruikt. De vlag is afgeleid van het wapen van dit departement.
De vlag bestaat uit twee velden in golvend doorsneden: 1. Effen blauw, 2. Rood beladen met twee gouden luipaarden, met blauwe tongen en klauwen, de ene boven de andere.
Het ontwerp vertegenwoordigen de zee (Het Kanaal), grenzend aan het noorden van het departement, en de vlag van de voormalige provincie Normandië. De vlag is geïnspireerd op het ontwerp van het wapen dat in 1950 is voorgesteld door Robert Louis.
Naast deze vlag is er een logovlag in gebruik.

Vlag van Normandië
Logovlag